# Georg Jakob Wolf
Georg Jakob Wolf (* 8. Februar 1882 in München; † 6. November 1936 in Murnau am Staffelsee) war ein deutscher Kunsthistoriker, Schriftsteller und Journalist.

## Leben
Wolf war der Sohn des Kunstmalers Josef Wolf und der Maria Heßler. Er studierte von 1901 bis 1906 zunächst an der Ludwig-Maximilians-Universität München die bayerische und deutsche Geschichte, Kunstgeschichte, Archäologie und Literatur, später an der Universität Padua.
Nach seiner Promotion zum Dr. phil. wurde Wolf im Jahr 1908 Mitarbeiter des Bruckmann Verlags, später des Verlages Velhagen & Klasing und der Leipziger Illustrierten. Außerdem war er Mitherausgeber der Zeitschrift Das Bayerland. Als Schriftsteller war er besonders erfolgreich mit seinem erstmals 1919 veröffentlichten Buch Ein Jahrhundert München. Er galt bald als der Chronist der Münchner Kunstszene. 
Wolf publizierte in der Zeitschrift Die Kunst für Alle, einem nach Auflage und Verbreitungsgebiet einflussreichsten Kunstperiodika seiner Zeit. Dabei beschäftigte er sich besonders intensiv mit der Romantik und dem Realismus des deutschen 19. Jahrhunderts und verfasste Bücher über Wilhelm Leibl, Karl Stauffer-Bern und Adolph von Menzel.
Seine Bavarica- und Monacensia-Sammlung wurde nach seinem Tod durch das Antiquariat Lentner katalogisiert und verkauft.

## Werke (Auswahl)
- Kunst und Künstler in München, Verlag Heitz, 1908
- Karl Stauffer-Bern, Verlag Bischoff & Hofle, 1909
- Adolf von Menzel, der Maler deutschen Wesens. 149 Gemälde und Handzeichnungen des Meisters, Bruckmann Verlag, 1915 online, (books.google.de).
- Leibl. Ein deutscher Maler, Delphin-Verlag, 1916